# Aulus Cornelius Palma Frontonianus
Aulus Cornelius Palma Frontonianus war ein römischer Militär und Politiker.
Im Jahr 99 war Palma neben Quintus Sosius Senecio zum ersten Mal ordentlicher Konsul. Das Konsulat in dieser frühen Phase der Regentschaft Trajans lässt auf eine enge Verbindung zum Kaiser schließen. Von 99/100 bis 101/102 war Palma konsularer Legat in der Provinz Hispania citerior und von 104/05 bis 108 in Syria. Von dort aus annektierte er Teile Arabiens, einschließlich des Nabatäerreichs von Petra, die danach als neue praetorische Provinz eingerichtet wurde. Für seine militärischen Erfolge als Oberbefehlshaber der Einsatztruppen aus Teilen der Provinzheere Syriens und Ägyptens sowie der Besatzungsarmee Judäas bei der Annexion wurde er mit den Triumphalinsignien und einer Bronzestatue auf dem Augustusforum geehrt. Daher ist nach Karl Strobel davon auszugehen, dass die Annexion des Nabatäerreiches nicht ohne Kampfhandlungen abgelaufen sein kann. Palma dürfte auch der Initiator der fünften imperatorischen Akklamation Trajans gewesen sein, welche von den von Palma befehligten Einsatztruppen vorgenommen und von Trajan akzeptiert wurde. 109 wurde er zum zweiten Mal ordentlicher Konsul, nun an der Seite von Publius Calvisius Tullus Ruso. 
Gegen Ende des Lebens von Trajan wurde Palma angeblich verdächtigt, selbst nach der Kaiserwürde zu streben. Nach Trajans Tod wurde er schon in den ersten Regierungsmonaten Hadrians durch dessen Prätorianerpräfekten Publius Acilius Attianus, zeitgleich mit Lucius Publilius Celsus, Lusius Quietus und Avidius Nigrinus, hingerichtet. Die Vier standen im Verdacht, Hadrians Machtübernahme zu missbilligen oder jedenfalls als Alternativen zum Kaiser gesehen zu werden. Die Hinrichtung von Senatsmitgliedern ohne Senatsbeschluss führte im Anschluss zu Spannungen des neuen Kaisers mit dem Senat und zur Entlassung von Attianus zwecks Beschwichtigung.

## Belege
1. ↑  Siehe CIL 6, 1386 = Inscriptiones Latinae selectae 1023; allerdings ist der Anfang der Inschrift mit dem Namen des Geehrten verloren.
2. ↑  Karl Strobel: Kaiser Trajan. Eine Epoche der Weltgeschichte, Pustet, Regensburg 2010, ISBN 978-3-7917-2172-9, S. 271.

| Personendaten    | Personendaten                       |
| ---------------- | ----------------------------------- |
| NAME             | Cornelius Palma Frontonianus, Aulus |
| KURZBESCHREIBUNG | römischer Konsul (99 und 109)       |
| GEBURTSDATUM     | vor 99                              |
| STERBEDATUM      | 118                                 |